# Euripus Mons
Euripus Mons és una estructura geològica del tipus mons a la superfície de Mart, situada amb el sistema de coordenades planetocèntriques a -44.22 ° de latitud N i 106.21 ° de longitud E. Fa 88.91 km de diàmetre. El nom va ser fet oficial per la UAI l'any 2003 i pren el nom d'una característica d'albedo.